# Thirmida discinota
Thirmida discinota är en fjärilsart som beskrevs av W. Warren 1900. Thirmida discinota ingår i släktet Thirmida och familjen tandspinnare. Inga underarter finns listade i Catalogue of Life.